# Rhus rubifolia
Rhus rubifolia är en sumakväxtart som beskrevs av Porphir Kiril Nicolai Stepanowitsch Turczaninow. Rhus rubifolia ingår i släktet sumaker, och familjen sumakväxter. Utöver nominatformen finns också underarten R. r. subcordata.